# Chandankera, Chincholi
Chandankera là một làng thuộc tehsil Chincholi, huyện Gulbarga, bang Karnataka, Ấn Độ.